# Listen Without Prejudice Vol. 1
Listen Without Prejudice Vol. 1 ist das zweite Studioalbum des britischen Sängers George Michael. Es erschien am 21. August 1990 und war das letzte Album bei Columbia Records mit völlig neuem Songmaterial bis zum Album Patience im Frühjahr 2004.

## Geschichte
Nachdem Faith großen internationalen Erfolg bekommen hatte, musste George Michael diesen wiederholen und sich dabei als ernsthafter Künstler etablieren – was auch der Albumtitel zeigt –, gleichzeitig jedoch Verkäufe erzielen.
Das Plattencover zeigt den Ausschnitt einer am 22. Juli 1940 entstandenen Aufnahme (Coney Island) des Fotografen Arthur Fellig.

## Titelliste
1. Praying for Time – 4:41
2. Freedom! '90 – 6:30
3. They Won’t Go When I Go (Cover von Stevie Wonder und Yvonne Wright) – 5:06
4. Something to Save – 3:18
5. Cowboys and Angels – 7:15
6. Waiting for That Day (geschrieben von George Michael auf Basis von You Can’t Always Get What You Want von Mick Jagger und Keith Richards) – 4:49
7. Mother’s Pride – 3:59
8. Heal the Pain – 4:41
9. Soul Free – 5:29
10. Waiting (Reprise) – 2:25

Alle Stücke wurden von George Michael geschrieben, außer wo anders angegeben.

## Mitwirkende
- Produktion: George Michael
- Abgemischung: Chris Porter
- Schlagzeug, Perkussion: George Michael, Danny Cummings, Ian Thomas
- Bass: George Michael, Deon Estus
- Gitarren: George Michael, Phil Palmer
- Keyboards: Chris Cameron, George Michael, Anthony Patler
- Piano: Chris Cameron
- Saxofon: Andy Hamilton

## Singleauskopplungen
| Jahr | Titel                | Höchstplatzierung, Gesamtwochen, AuszeichnungChartplatzierungen (Jahr, Titel, , Platzierungen, Wochen, Auszeichnungen, Anmerkungen) | Höchstplatzierung, Gesamtwochen, AuszeichnungChartplatzierungen (Jahr, Titel, , Platzierungen, Wochen, Auszeichnungen, Anmerkungen) | Höchstplatzierung, Gesamtwochen, AuszeichnungChartplatzierungen (Jahr, Titel, , Platzierungen, Wochen, Auszeichnungen, Anmerkungen) | Höchstplatzierung, Gesamtwochen, AuszeichnungChartplatzierungen (Jahr, Titel, , Platzierungen, Wochen, Auszeichnungen, Anmerkungen) | Höchstplatzierung, Gesamtwochen, AuszeichnungChartplatzierungen (Jahr, Titel, , Platzierungen, Wochen, Auszeichnungen, Anmerkungen) | Anmerkungen                                                  |
| Jahr | Titel                | DE | AT | CH | UK | US | Anmerkungen                                                  |
| ---- | -------------------- | --- | --- | --- | --- | --- | ------------------------------------------------------------ |
| 1990 | Praying for Time     | DE19 (15 Wo.)DE | AT20 (6 Wo.)AT | CH6 (9 Wo.)CH | UK6 Silber · (8 Wo.)UK | US1 (14 Wo.)US | Erstveröffentlichung: 13. August 1990 Verkäufe: + 200.000    |
| 1990 | Waiting for That Day | — | — | — | UK23 (5 Wo.)UK | US27 (10 Wo.)US | Erstveröffentlichung: 15. Oktober 1990                       |
| 1990 | Freedom! ’90         | DE41 (15 Wo.)DE | AT25 (6 Wo.)AT | — | UK28 Platin · (7 Wo.)UK | US8 Gold · (16 Wo.)US | Erstveröffentlichung: 24. Oktober 1990 Verkäufe: + 1.215.000 |
| 1991 | Heal the Pain        | — | — | — | UK31 (4 Wo.)UK | — | Erstveröffentlichung: 4. Februar 1991                        |
| 1991 | Cowboys and Angels   | — | — | — | UK45 (3 Wo.)UK | — | Erstveröffentlichung: 18. März 1991                          |
| 1991 | Soul Free            | — | — | — | — | — | Erstveröffentlichung: 20. Juli 1991                          |

## Rezeption

### Preise
Bei den BRIT Awards 1991 gewann Listen Without Prejudice Vol. 1 in der Kategorie „British Album of the Year“.

### Rezensionen
Auf der Seite Allmusic wurden die Texte als wenig gelungen kritisiert. Die Songs Praying for Time, Waiting for That Day und der Top-Ten-Hit Freedom zeigten aber Michaels Talent als Popgröße.

## Kommerzieller Erfolg

### Chartplatzierungen
| ChartsChartplatzierungen       | Höchstplatzierung | Wochen |
| ------------------------------ | ----------------- | ------ |
| Deutschland (GfK)              | 7 (33 Wo.)        | 33     |
| Österreich (Ö3)                | 5 (12 Wo.)        | 12     |
| Schweiz (IFPI)                 | 3 (13 Wo.)        | 13     |
| Vereinigte Staaten (Billboard) | 2 (44 Wo.)        | 44     |
| Vereinigtes Königreich (OCC)   | 1 (74 Wo.)        | 74     |

| ChartsJahrescharts (1990)      | Platzierung |
| ------------------------------ | ----------- |
| Deutschland (GfK)              | 99          |
| Schweiz (IFPI)                 | 35          |
| Vereinigte Staaten (Billboard) | 100         |
| Vereinigtes Königreich (OCC)   | 10          |

| ChartsJahrescharts (1991)      | Platzierung |
| ------------------------------ | ----------- |
| Vereinigte Staaten (Billboard) | 44          |
| Vereinigtes Königreich (OCC)   | 30          |

| ChartsJahrescharts (2017)    | Platzierung |
| ---------------------------- | ----------- |
| Vereinigtes Königreich (OCC) | 27          |

### Auszeichnungen für Musikverkäufe
| Land/Region                  | Auszeichnungen für Musikverkäufe (Land/Region, Auszeichnung, Verkäufe) | Verkäufe  |
| ---------------------------- | ---------------------------------------------------------------------- | --------- |
| Australien (ARIA)            | 2× Platin                                                              | 140.000   |
| Brasilien (PMB)              | Gold                                                                   | 100.000   |
| Deutschland (BVMI)           | Gold                                                                   | 250.000   |
| Frankreich (SNEP)            | Platin                                                                 | 300.000   |
| Japan (RIAJ)                 | Platin                                                                 | 200.000   |
| Kanada (MC)                  | 2× Platin                                                              | 200.000   |
| Neuseeland (RMNZ)            | 2× Platin                                                              | 40.000    |
| Niederlande (NVPI)           | Platin                                                                 | 100.000   |
| Österreich (IFPI)            | Gold                                                                   | 25.000    |
| Schweden (IFPI)              | Platin                                                                 | 100.000   |
| Schweiz (IFPI)               | Platin                                                                 | 50.000    |
| Spanien (Promusicae)         | Platin                                                                 | 100.000   |
| Vereinigte Staaten (RIAA)    | 2× Platin                                                              | 2.000.000 |
| Vereinigtes Königreich (BPI) | 4× Platin                                                              | 1.200.000 |
| Insgesamt                    | 3× Gold · 18× Platin ·                                                 | 4.805.000 |

Hauptartikel: George Michael/Auszeichnungen für Musikverkäufe